# Еол
Ео́л (грец. Αἴολος Aiolos, лат. Aeolus) — персонаж давньогрецької міфології. Відомі двоє героїв з таким іменем: предок народу еолійців і його названий син, що керував вітрами.
З його іменем пов'язано назву племені еолян, які мали найбільше поселень в античній Греції, названих за іменами численних синів Еола. На честь Еола названо еолові процеси, які відбуваються за участі вітру.

## Еол у міфах

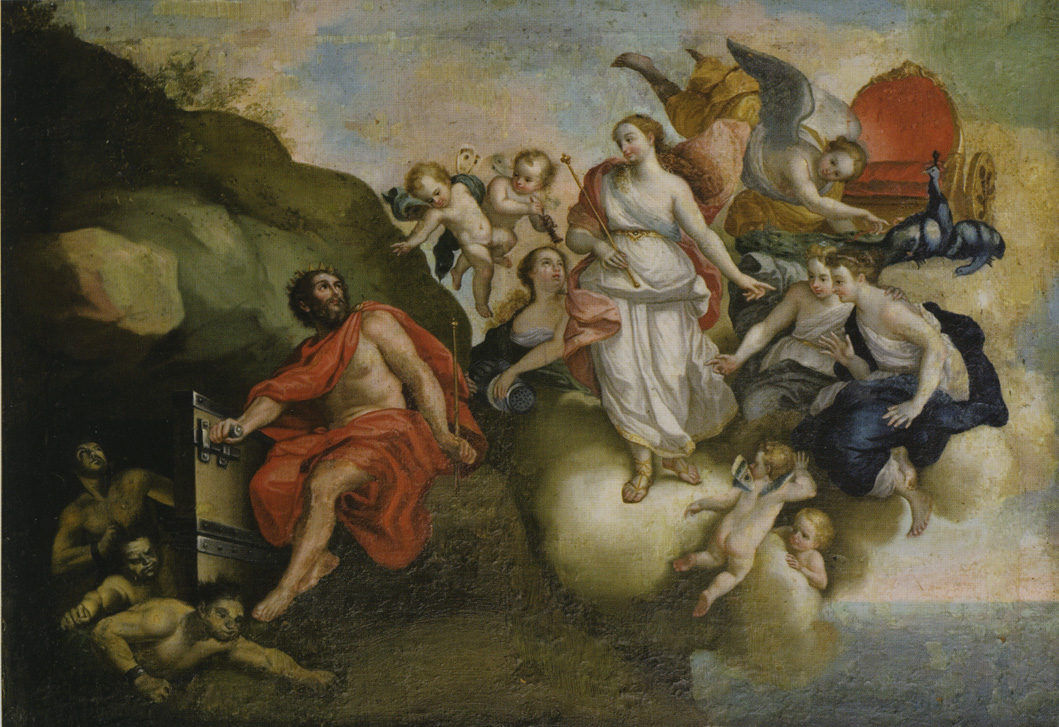
Юнона наказує Еолу випустити вітри. Картина Мануеля де Саманіеґо, близько 1800 року

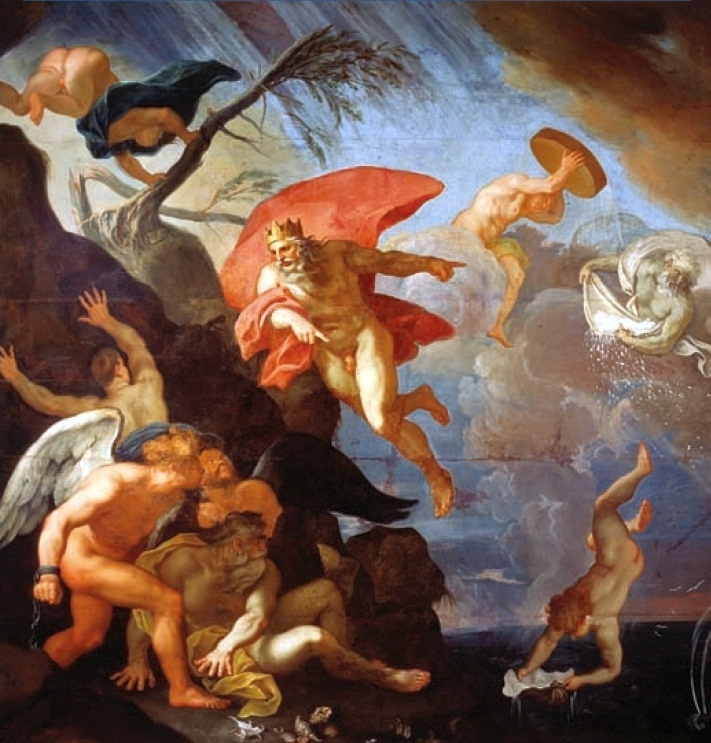
Цар Еол керує вітрами. Картина Шимоновича-Семигиновського Юрія Елевтерія. 1683 рік

Перший Еол був правнуком Прометея, сином Елліна й німфи Орсеїди, внуком Девкаліона, братом Дора та Ксута; родоначальником грецького племені еолійців, що владарював у фессалійській Магнесії.
Еол спокусив дочку кентавра Хірона, пророчицю Тею, яка під час полювання супроводжувала богиню полювання Артеміду. Завагітнівши від Еола, Тея побоялася розповісти про зв'язки з ним. Тим часом Посейдон, бажаючи допомогти Еолу, тимчасово перетворив його кохану на кобилицю Евіппу. Коли вона народила жеребця Меланіппа, Посейдон перетворив її назад на людину, але маленьку дівчинку, а образ Теї помістив серед зірок як сузір'я Коня. Еол назвав дівчинку Арною і віддав її якомусь пастуху Десмонту. Ставши дорослою, вона завагітніла від Посейдона й була кинута до темниці названим батьком. Один з її синів від Посейдона був так схожий на Еола, що його також назвали Еолом. Бездітна Феано, дружина царя Метапонта, усиновила Еола та його брата Беота, видавши за власних дітей, поки царя не було в столиці. Згодом вона народила двійню вже сама, але діти Посейдона були гарнішими, тож Метапонт більше любив їх. Феано намовила молодших дітей убити своїх братів-напівбогів. Однак, в бою Посейдон посприяв Еолу з Беотом і ті перемогли. Дізнавшись про це, Феано зарізалася, а брати вирушили до Десмонта, та дорогою їм явився Посейдон і розповів, що він їхній справжній батько. Дізнавшись, що Арна досі в темниці, Еол з братом визволили її, Метапонт одружився з нею, а Еола з Беотом нарік своїми спадкоємцями. Проте згодом цар вирішив одружитися з царицею Автолікою, а Арну вбити. Брати стали на захист матері, вбили Автоліку й відреклися від трону. Беот і Арна знайшли прихисток в старого Еола, а їхні нащадки стали відомі як беотійці.

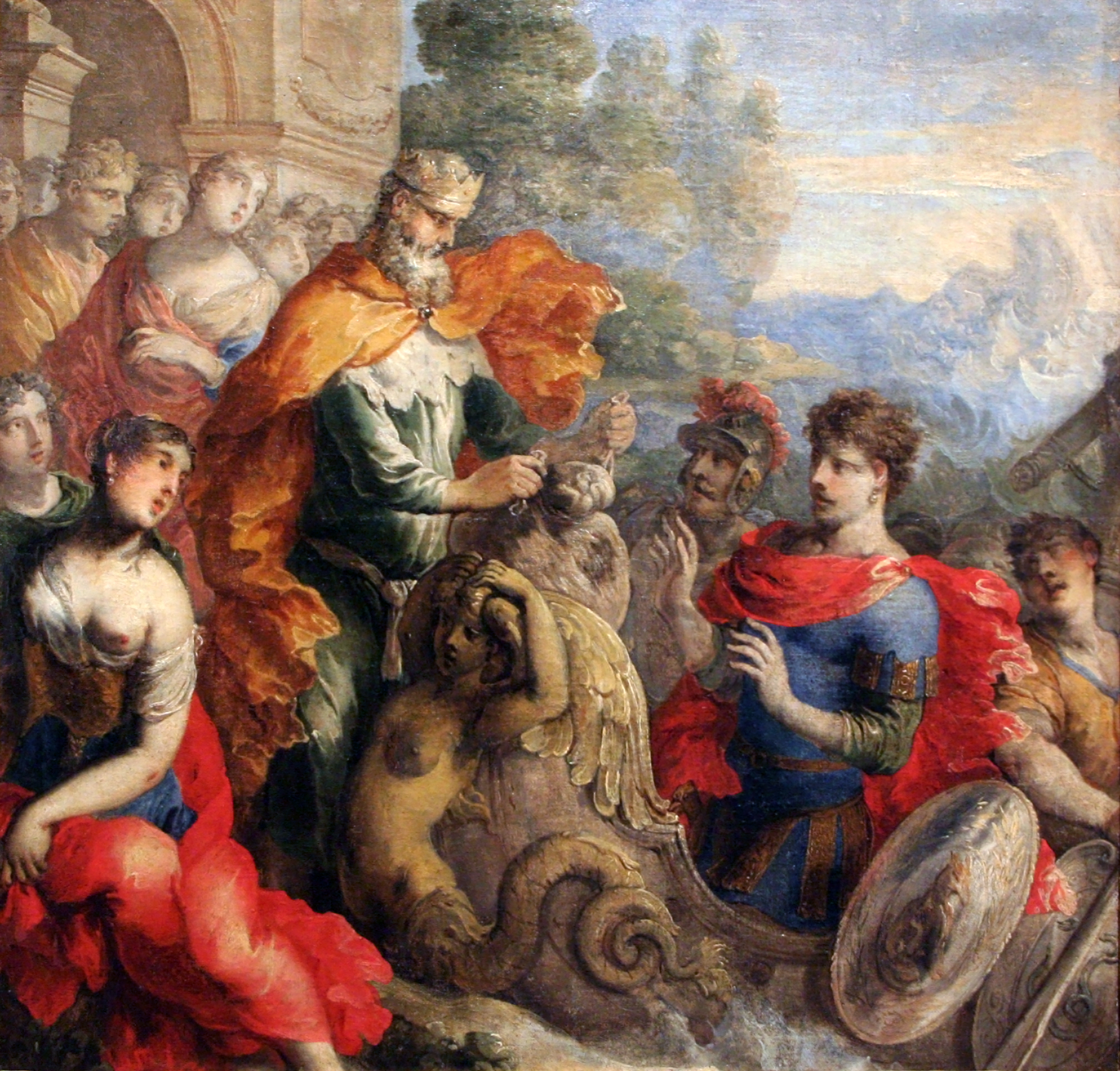
Еол дарує Одіссею міх вітрів. Картина Ісаака Моїллона XVII ст.

Молодий Еол же з друзями вирушив на кораблях шукати кращої долі та захопив у Тірренському морі сім островів, що відтоді звуться Еолійськими. Він оселився на плавучому острові Ліпара, за високими скелями якого було сховано всі вітри. Там Зевс за бажанням Гери доручив йому керувати цими вітрами і оселив у палаці з мідними стінами. Еол одружився з Енаретою, що народила від нього шість синів і шість дочок. Подружжя довго жило щасливо, поки Еол не дізнався, що його молодший син Макар злігся з власною сестрою Канакою і та вагітна. Еол кинув її дитину на розтерзання собакам (за деякими переказами це була дівчинка Амфісса, яка вціліла і яку потім полюбив Аполлон), а Канаці наказав заколотися мечем, що вона і виконала. Після цього він дізнався, що і решта його синів і дочок, не знаючи про заборону інцесту, давно живуть парами. Еол вибрав чотирьох синів, яких відправив до Італії і Сицилії заснувати царства з благочесним життям. Кожен з них став царем, а піддані суворо дотримувалися моралі, не повторюючи розпусти. При собі Еол залишив тільки старшого сина, який мав успадкувати трон Ліпари, що також знана пізніше як Еолія.
Сам Еол лишився керувати вітрами, які Зевс ув'язнив через їхню силу. Еол випускав вітри, коли була потрібна буря, відкриваючи в скелях отвір. Коли він постарів, за його бездоганну службу йому було присуджено не спускатися в Аїд, а стати безсмертним. Еол з того часу сидить на троні в печері на своєму острові та далі несе службу.
За «Одіссеєю», Еол прийняв Одіссея на своєму острові, а на прощання подарував йому міх, у якому зберігалися несприятливі вітри. Він суворо заборонив розв'язувати міх без крайньої потреби. Поблизу Ітаки супутники Одіссея з цікавості розв'язали міх і випустили на свободу всі супротивні їхньому шляху вітри, які збили корабель з наміченого шляху та погнали його назад до Еолії. Цього разу Еол відмовив Одіссеєві в гостинності.